# Dutch Beer Challenge 2021
De zevende editie van de Dutch Beer Challenge vond plaats op 22 april 2021 in Rotterdam. 150 Nederlandse brouwerijen stuurden gezamenlijk een recordaantal van 539 bieren in voor deze wedstrijd.

## Winnaars
De winnaars werden op 12 mei via een livestream aangekondigd. De fysieke medaille-uitreiking werd uitgesteld vanwege de coronamaatregelen. In totaal werden er 91 prijzen uitgereikt aan 60 brouwerijen. Brouwerij Homeland uit Amsterdam won vier medailles, waaronder twee gouden en twee zilveren, en was daarmee de grootste winnaar. Brand Bier (Heineken) behaalde drie gouden medailles. Andere opvallende winnaars waren Brouwerij Vandeoirsprong met twee gouden en een bronzen medaille, Texelse Bierbrouwerij met één gouden en twee zilveren medailles, en Brouwerij Kompaan met één gouden en twee bronzen medailles. De Mitra Award voor "Het Beste Bier van Nederland 2021" werd gewonnen door Nevel Artisan Ales met hun bier Meander. Dit bier won de gouden medaille in de categorie 'Sour/Brett' en behaalde de meeste punten van alle gouden medailles dat jaar.
Hieronder een overzicht van de bieren die een medaille hebben gewonnen in de Dutch Beer Challenge van 2021.

### Amber Ale
| Bier                      | Brouwerij                | Subcategorie            | Prijs  |
| ------------------------- | ------------------------ | ----------------------- | ------ |
| Texels Skuumkoppe         | Texelse Bierbrouwerij    | Pale Ale/Speciale Belge | Zilver |
| Het Amber Bier            | Brouwerij Vandeoirsprong | Pale Ale/Speciale Belge | Brons  |
| Op & Top                  | Brouwerij De Molen       | Pale Ale/Speciale Belge | Brons  |
| Texels Overzee IPA        | Texelse Bierbrouwerij    | IPA                     | Goud   |
| Gaia                      | Oedipus Brewing          | IPA                     | Zilver |
| New Green Deal            | Jopen Bier               | IPA                     | Brons  |
| Tangaroa New Zealand DIPA | Brouwerij de Smokkelaar  | Double/Imperial IPA     | Goud   |
| Heavy Cross               | Jopen Bier               | Double/Imperial IPA     | Zilver |
| Handlanger                | Brouwerij Kompaan        | Double/Imperial IPA     | Brons  |
| Little Smuling            | Poesiat & Kater          | Session IPA             | Goud   |
| Peace of Mind             | Frontaal Brewing Company | Session IPA             | Zilver |
| Levensgenieter            | Brouwerij Kompaan        | Session IPA             | Brons  |
| Second Date               | Rock City Brewing        | Hazy IPA/NEIPA          | Goud   |
| Joozy                     | Brouwerij LOST           | Hazy IPA/NEIPA          | Zilver |
| NEIPAard                  | Rauw Brouwers            | Hazy IPA/NEIPA          | Brons  |
| Juice Punch V13           | Frontaal Brewing Company | Hazy IPA/NEIPA          | Brons  |
| My Life Span #5           | Uiltje Brewing Company   | Hazy IPA/NEIPA          | Brons  |

### Blond
| Bier                       | Brouwerij                            | Subcategorie   | Prijs  |
| -------------------------- | ------------------------------------ | -------------- | ------ |
| Brand Pilsener             | Brand Bierbrouwerij / Heineken       | Pils           | Goud   |
| Château Neubourg           | Gulpener Bierbrouwerij               | Pils           | Zilver |
| Bavaria Pilsener           | Royal Swinkels                       | Pils           | Brons  |
| Pieremegoggel Saison       | Brouwerij Homeland                   | Saison         | Goud   |
| Gooisch Saison             | Gooische Bierbrouwerij               | Saison         | Zilver |
| Brut Saison                | Wilskracht Stadsbrouwerij Ravenstein | Saison         | Brons  |
| Kort & Krachtig            | Brouwerij De Molen                   | Saison         | Brons  |
| Het Blond Bier             | Brouwerij Vandeoirsprong             | Licht Blond    | Goud   |
| Pandora                    | Brouwerij Maximus                    | Licht Blond    | Zilver |
| Feeks                      | Naeckte Brouwers                     | Licht Blond    | Brons  |
| Texels Springtij           | Texelse Bierbrouwerij                | Blond-/Meibock | Zilver |
| De Deerne                  | Brouwerij Maallust                   | Blond-/Meibock | Brons  |
| Lepelblijde                | Bierbrouwerij 1551                   | Zwaar Blond    | Goud   |
| Gajes                      | Bruut Bier                           | Zwaar Blond    | Zilver |
| Krib 875 Stevig Blond      | Woal Brouwers                        | Zwaar Blond    | Zilver |
| Duits & Lauret Extra Blond | Brouwerij Duits & Lauret             | Zwaar Blond    | Brons  |
| Het Tripel Bier            | Brouwerij Vandeoirsprong             | Tripel         | Goud   |
| Tripel                     | Brouwerij de Brouwkamer              | Tripel         | Zilver |
| Leussink Tripel            | Bierbrouwerij Breda                  | Tripel         | Brons  |

### Donker
| Bier                              | Brouwerij                      | Subcategorie             | Prijs  |
| --------------------------------- | ------------------------------ | ------------------------ | ------ |
| Darkness                          | DAVO Bieren                    | Licht Donker             | Goud   |
| La Trappe Dubbel                  | Bierbrouwerij de Koningshoeven | Licht Donker             | Zilver |
| Bière de Garage                   | Brouwerij Wentersch            | Licht Donker             | Brons  |
| Brand Dubbelbock                  | Brand Bierbrouwerij / Heineken | Bock/Dubbelbock          | Goud   |
| Tesselaar Slufterbok              | Tesselaar Familiebrouwerij     | Bock/Dubbelbock          | Zilver |
| Amstel Bock                       | Heineken                       | Bock/Dubbelbock          | Brons  |
| Tot op 't Bot                     | Stadsbrouwerij 013             | Dark/Black IPA           | Goud   |
| Zwarte Magie                      | Brouwerij Wentersch            | Dark/Black IPA           | Zilver |
| Black IPA                         | Brouwerij De 7 Deugden         | Dark/Black IPA           | Brons  |
| Bierfabriek Fabrieksgeheim Porter | Stadshaven Brouwerij           | Stout/Porter             | Goud   |
| Cheeky Chocolate Stout            | IF Craft Beer                  | Stout/Porter             | Zilver |
| Panty                             | Oedipus Brewing                | Stout/Porter             | Brons  |
| v. Vollenhoven & Co Extra Stout   | Poesiat & Kater                | Stout/Porter             | Brons  |
| Voorschotens Quadrupel            | Brouwerij Voorschoten          | Zwaar Donker             | Goud   |
| Houten Hasses                     | Koekwhouse Bierbrouwerij       | Zwaar Donker             | Zilver |
| Black Sabbath                     | Brouwerij Bliksem              | Zwaar Donker             | Brons  |
| Zwartbaard Ris                    | Brouwerij Homeland             | Imperial Stout           | Goud   |
| Quadrupel Poorter                 | Brouwerij Kleiburg             | Imperial Stout           | Zilver |
| Imperial Oatmeal Stout            | Oproer Brouwerij               | Imperial Stout           | Brons  |
| Nieuw Ligt                        | Brouwerij de Hemel             | Gerstewijn (Barley Wine) | Goud   |
| La Trappe Quadrupel               | Bierbrouwerij de Koningshoeven | Gerstewijn (Barley Wine) | Zilver |
| Paeterke Quadröppel               | Brouwerij De Klep              | Gerstewijn (Barley Wine) | Zilver |
| Barley Wine                       | Brouwerij Kees                 | Gerstewijn (Barley Wine) | Brons  |

### Innovatie/Speciaal
| Bier                                              | Brouwerij                                            | Subcategorie                | Prijs  |
| ------------------------------------------------- | ---------------------------------------------------- | --------------------------- | ------ |
| Grapefruit Non Alcoholic IPA                      | vandeStreek Bier                                     | Fruit                       | Goud   |
| I Get Those Gose Bumps Everytime                  | Frontaal Brewing Company                             | Fruit                       | Zilver |
| Naeckte Non Framboos                              | Naeckte Brouwers                                     | Fruit                       | Zilver |
| Make Pies not War                                 | Jopen Bier                                           | Fruit                       | Brons  |
| Charlie Charcoal                                  | Brouwerij Kompaan                                    | Houtgelagerd                | Goud   |
| Barrel Aged Selection: Bière Brut met Brett Vat 2 | Brouwerij De Leckere                                 | Houtgelagerd                | Zilver |
| Gouverneur Stout op Hout                          | Lindeboom Bierbrouwerij                              | Houtgelagerd                | Zilver |
| Twintig                                           | Morebeer Brewing i.s.m. Brouwerij Kees               | Houtgelagerd                | Brons  |
| Allmouth                                          | Pontus Brewing                                       | Rook                        | Goud   |
| Smoking Pils                                      | Uiltje Brewing Company                               | Rook                        | Zilver |
| Smoked Porter                                     | Brouwerij Martinus                                   | Rook                        | Brons  |
| Witches Hammer                                    | Stanislaus Brewskovitch                              | Speciaal (Minder dan 6 ABV) | Goud   |
| Brabants Bruyn                                    | Nederlands Openluchtmuseum                           | Speciaal (Minder dan 6 ABV) | Zilver |
| Cappu dei Capi                                    | Stanislaus Brewskovitch                              | Speciaal (Minder dan 6 ABV) | Brons  |
| Black Emperor                                     | Brouwerij De Leckere i.s.m. Brouwerij Duits & Lauret | Speciaal (Meer dan 6 ABV)   | Goud   |
| Melkmeisje Bokkenpoten Milkstout                  | Brouwerij Homeland                                   | Speciaal (Meer dan 6 ABV)   | Zilver |
| Gouds & Gevaarlijk                                | Brouwerij De Molen                                   | Speciaal (Meer dan 6 ABV)   | Brons  |
| Meander                                           | Nevel                                                | Sour/Brett                  | Goud   |
| RUIG Kriek 2020                                   | Oproer Brouwerij                                     | Sour/Brett                  | Zilver |
| Bretttûne #10                                     | Grutte Pier Brouwerij                                | Sour/Brett                  | Brons  |
| Brand IPA 0.0%                                    | Brand Bierbrouwerij / Heineken                       | Alcoholvrij                 | Goud   |
| Swinckels' 0.0%                                   | Royal Swinkels                                       | Alcoholvrij                 | Zilver |
| Bavaria 0.0% IPA                                  | Royal Swinkels                                       | Alcoholvrij                 | Brons  |
| Playground Non-Alcoholic IPA                      | vandeStreek Bier                                     | Alcoholarm                  | Goud   |
| Merry go Round                                    | Stadsbrouwerij 013 i.s.m. 100 Watt                   | Alcoholarm                  | Zilver |
| Dodgeball                                         | Brouwerij Oersoep                                    | Alcoholarm                  | Brons  |

### Tarwe-/Granenbier
| Bier           | Brouwerij               | Subcategorie | Prijs  |
| -------------- | ----------------------- | ------------ | ------ |
| IJwit          | Brouwerij 't IJ         | Witbier      | Goud   |
| Amsterdams Wit | Brouwerij Homeland      | Witbier      | Zilver |
| Witheren Wit   | Berne Abdijbier         | Witbier      | Brons  |
| De Kolonist    | Brouwerij Maallust      | Weizen       | Goud   |
| Nein           | 't Witte Konijn         | Weizen       | Zilver |
| Tasty Polka    | Dutch Border Craft Beer | Weizen       | Brons  |